# Band of Joy (album)
Band of Joy – dziewiąty album studyjny brytyjskiego wokalisty Roberta Planta. Wydawnictwo ukazało się 13 września 2010 roku w Europie. W Stanach Zjednoczonych album został wydany dzień później. W ramach promocji do utworu „Angel Dance” został zrealizowany teledysk. Album dotarł do 5. miejsca na liście Billboard 200 w Stanach Zjednoczonych sprzedając się w nakładzie 49 000 egzemplarzy w przeciągu tygodnia od dnia premiery. Z kolei w Polsce płyta zadebiutowała na 27. miejscu listy OLiS.

## Realizacja nagrań
Kompozycje wyprodukował Robert Plant oraz Buddy Miller. Wokalista o współpracy z Millerem wypowiedział się w następujący sposób:

Nawiązałem współpracę z Buddym Millerem, bo to człowiek, który jest swoistym kustoszem muzeum rock and rolla. To on zasugerował dodanie sekcji rytmicznej, której obecność na płycie wzmaga efekt basu i perkusji, co decyduje o tym, że piosenki te ożywają na innej płaszczyźnie.

## Lista utworów
Opracowano na podstawie materiału źródłowego.
1. „Angel Dance” (David Hidalgo, Louie Perez) – 3:50
2. „House of Cards” (Richard and Linda Thompson) – 3:14
3. „Central Two-O-Nine” (Robert Plant, Buddy Miller) – 2:49
4. „Silver Rider” (Zachary Micheletti, Mimi Parker, George Sparhawk) – 6:06
5. „You Can’t Buy My Love” (Billy Babineaux, Bobby Babineaux) – 3:11
6. „Falling in Love Again” (Dillard Crume, Andrew Kelly) – 3:38
7. „The Only Sound That Matters” (Gregory Vanderpool) – 3:45
8. „Monkey” (Micheletti, Parker, Sparhawk) – 4:58
9. „Cindy, I’ll Marry You Someday” (utwór regionalny, aranżacja: Plant, Miller) – 3:37
10. „Harm’s Swift Way” (Townes Van Zandt) – 4:19
11. „Satan Your Kingdom Must Come Down” (utwór regionalny, aranżacja: Plant, Miller) – 4:12
12. „Even This Shall Pass Away” (Theodore Tilton, aranżacja: Plant, Miller) – 4:03

## Twórcy
Opracowano na podstawie materiału źródłowego.
- Robert Plant – aranżacje, muzyka, wokal prowadzący, wokal wspierający, produkcja muzyczna, projekt graficzny
- Darrell Scott – gitara akustyczna, banjo, gitara, mandolina, gitara hawajska, wokal wspierający
- Buddy Miller – gitara elektryczna, wokal wspierający, produkcja muzyczna, gitara basowa, gitara barytonowa
- Patty Griffin – wokal prowadzący, wokal wspierający
- Marco Giovino – perkusja, instrumenty perkusyjne, wokal wspierający
- Byron House – gitara basowa
- Bekka Bramlett – wokal wspierający
- Mike Poole – inżynieria dźwięku, edycja, miksowanie
- Gordon Hammond – asystent inżyniera dźwięku
- Jim DeMain – mastering
- Alex McCollough – asystent
- Ted Wheeler – asystent
- Tim Mitchell – asystent
- Michael Wilson – zdjęcia

## Listy sprzedaży
| Lista               | Kraj              | Pozycja |
| ------------------- | ----------------- | ------- |
| ARIA Charts         | Australia         | 18      |
| OLiS                | Polska            | 27      |
| Billboard 200       | Stany Zjednoczone | 5       |
| Ultratop            | Belgia            | 56      |
| MegaCharts          | Holandia          | 40      |
| RIANZ               | Nowa Zelandia     | 6       |
| VG-lista            | Norwegia          | 3       |
| Schweizer Hitparade | Szwajcaria        | 13      |